# Денешдиаш
Денешдиаш (на унгарски: Gyenesdiás) е село в област Зала, западна Унгария. Населението му е 3704 души (по приблизителна оценка от януари 2018 г.).
Разположено е на 121 m надморска височина в Среднодунавската низина, на северния бряг на езерото Балатон и на 35 km източно от областния център Залаегерсег. Селището се споменава за пръв път през 1333 година, когато там е построена църква. През 1686 година е унищожено при войните с Османската империя и възстановено десетилетие по-късно.